# Осипово (Солнечногорський район)
Осипово (рос. Осипово) — присілок у Солнечногорському районі Московської області Російської Федерації.

## Розташування
Осипово входить до складу міського поселення Солнечногорськ, воно розташовано на північ від Солнечногорська, поруч із озером Сенеж. Найближчий населений пункт — Тимоново, Будинку відпочинку Володимира Ілліча.

## Населення
Станом на 2010 рік у присілку проживало 28 осіб.